# Dineutus loriae
Dineutus loriae es una especie de escarabajo del género Dineutus, familia Gyrinidae. Fue descrita científicamente por Regimbart en 1899.
Habita en Indonesia y Papúa Nueva Guinea. Este escarabajo puede alcanzar una longitud de unos 20 mm.